# Pandanus solomonensis
Pandanus solomonensis är en enhjärtbladig växtart som beskrevs av Benjamin Clemens Masterman Stone. Pandanus solomonensis ingår i släktet Pandanus och familjen Pandanaceae. Inga underarter finns listade.